# Raymond Xifo
Raymond „Ray“ Xifo (* 3. September 1942 in Newark) ist ein US-amerikanischer Film- und Theater-Schauspieler.

## Leben
Xifo trat 1980 erstmals in einem Film auf, dem Fernsehfilm Liebe nach Feierabend. Zusätzlich war er auch als Theater-Schauspieler tätig, u. a. am Broadway. Von 1989 bis 1992 trat er im Musical City of Angels, Musik von Cy Coleman, nach dem Buch von Larry Gelbart, auf. Weiter spielte er in der 1993er Broadway-Fassung von Peter Shaffers Farce Komödie im Dunkeln (Black Comedy).
Es folgten weitere Rollen in Fernsehproduktionen, ab Mitte der 1990er Jahre wirkte Xifo auch in Kinofilmen, so zuerst 1994 in Home and Angels und 1998 in Die Sportskanonen. Vermehrt ist Xifo in einzelnen Folgen verschiedener Fernsehserien aufgetreten, so in der fünften Staffel von Law & Order, der ersten Staffel von Stargate – Kommando SG-1 oder der sechsten Staffel von Star Trek: Raumschiff Voyager. Zu den bekannteren Filmen, an denen er mitwirkte, zählen die Die Insel (2005) oder Ocean’s 13 (2007).

## Filmografie (Auswahl)
- 1980: Liebe nach Feierabend (Hardhat and Legs, Fernsehfilm)
- 1987: Almost Partners (Fernsehfilm)
- 1989: The Days and Nights of Molly Dodd (Fernsehserie, Folge 3x10)
- 1994: Angie
- 1994: Home of Angels
- 1995: Law & Order (Fernsehserie, Folge 5x23)
- 1997: Stargate – Kommando SG-1 (Stargate SG-1, Fernsehserie, Folge 1x07)
- 1997: Total Security (Fernsehserie, Folge 1x03)
- 1997: Ein Hauch von Himmel (Touched By An Angel, Fernsehserie, Folge 4x05)
- 1998: Dämon – Trau keiner Seele (Fallen)
- 1998: Die Sportskanonen (BASEketball)
- 1999: Becker (Fernsehserie, Folge 2x04)
- 2000: Star Trek: Raumschiff Voyager (Star Trek: Voyager, Fernsehserie, Folge 6x13)
- 2000: Shadow of the Blair Witch (Fernsehfilm)
- 2001: Für alle Fälle Amy (Judging Amy, Fernsehserie, Folge 2x09)
- 2001: The Tick (Fernsehserie, Folge 1x01)
- 2002: Crazy as Hell
- 2005: Die Insel (The Island)
- 2007: Ocean’s 13 (Ocean’s Thirteen)
- 2008: Missing Pieces (Kurzfilm)
- 2009: Captain Alpha Male (Fernsehfilm)
- 2011: Law & Order: LA (Fernsehserie, Folge 1x18)